# Chloropteryx pacifica
Chloropteryx pacifica là một loài bướm đêm trong họ Geometridae.